# Rubén Baraja
Rubén Baraja Vegas (Valladolid, Kastilja, 11. srpnja 1975.) španjolski je nogometni trener i bivši nogometaš. Trenutačno je bez kluba.
On je ujedno poznat kao potpuni središnji vezni igrač, s dobrim takticiranjem i napadačkom kvalitetetom. Također je bio član Španjolske nogometne reprezentacije od 2000. do 2005. godine.

## Životopis
Baraja je svoju karijeru započeo u lokalnom klubu Real Valladolidu prije odlaska u Atlético Madrid. Kada je Atlético ispao u drugu ligu, napustio je Atletico i otišao Valenciju, koja je tada bila u potrazi za pojačanjima.

## Reprezentacija
U svojoj prvoj sezoni za Valenciju, Baraja je debitirao za španjolsku nogometnu vrstu u kvalifikacijama za Svjetsko prvenstvo u Južnoj Koreji i Japanu. 

## Vanjske poveznice
- Profil BDFutbol

{{Navigacije
|naslov=Rubén Baraja – sastavi
|popis=